# 10065 Greglisk
A 10065 Greglisk (ideiglenes jelöléssel (10065) 1988 XK) a Naprendszer kisbolygóövében található aszteroida. Yoshiaki Oshima fedezte fel 1988. december 3-án.

## Kapcsolódó szócikk
- Kisbolygók listája (10001–10500)